# Festival cultural de Borneo
El Festival Cultural de Borneo o simplificado como FCB es el festival anual de comida y música que se lleva a cabo en Sibu, Sarawak, en julio y agosto de cada año desde 2003.  El festival está organizado por el Consejo Municipal de Sibu.  El objetivo principal de FCB es reunir a la comunidad de Sarawak principalmente en Sibu, que generalmente proviene de diferentes orígenes étnicos y sirve a la sociedad con un baile multicultural, música y comida tradicional. Es uno de los mayores eventos de festivales tradicionales y prestigiosos de Sibu, Sarawak. 

## Historia
Desde 2005, el Consejo Municipal de Sibu (SMC) celebra el Festival Cultural de Borneo (FCB) en julio de cada año en la Plaza de la Ciudad de Sibu, por un período de 10 días. Es una celebración de música tradicional, bailes, concursos, concurso de belleza, puestos de comida, ferias de diversión y exhibiciones de productos. Hay 3 etapas separadas para las actuaciones de Iban, China y Malaya. Atrae a unas 20.000 personas cada año.  Se detuvo brevemente en 2011 antes de reanudarse en 2012. Sibu ha sido sede del Festival Nacional de Cultura China (全國 華人 文化 節) dos veces: en 2001 (18º Festival) y 2009 (26º Festival) con 3 días de duración. Entre las actividades organizadas durante este festival se encontraban el pueblo cultural (un lugar designado para exhibir patrimonios culturales de diversas etnias), bailes culturales, canciones chinas, bailes de dragones y caligrafía china.

## Evento

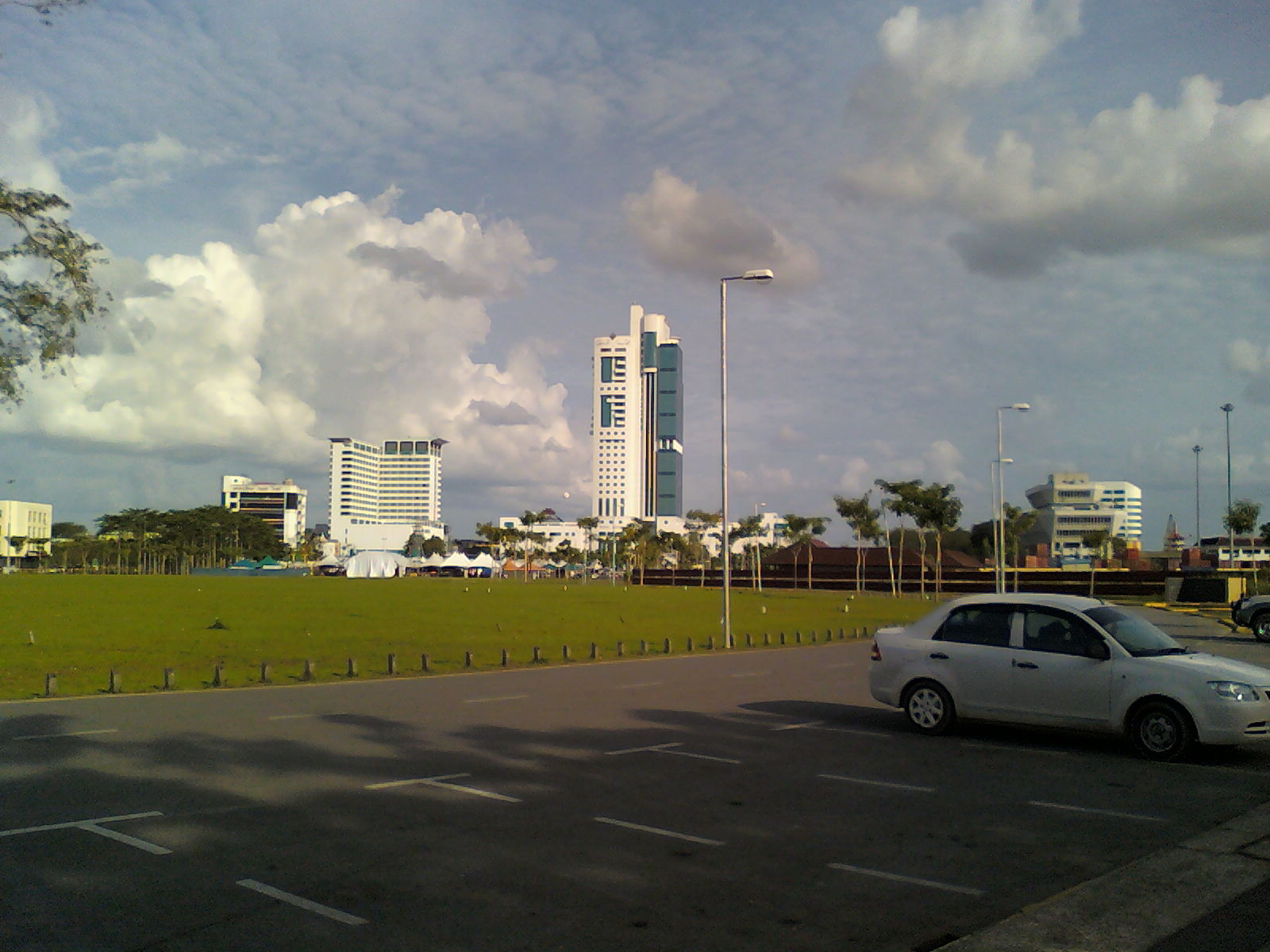
Vista de la plaza de la ciudad de Sibu, en la que tradicionalmente se celebra el festival.

De las experiencias pasadas, la sede del evento principal se lleva a cabo en la plaza de la ciudad de Sibu, así como el recinto ferial y la exposición se lleva a cabo en la segunda fase de la plaza de la ciudad.  Por lo general, la plaza principal de la ciudad que se encuentra al lado de Wisma Sanyan es utilizada por los escenarios y puestos de comida. 

### Fechas del festival
| Año  | Fecha          | Lugar de encuentro         | Asistencia |
| ---- | -------------- | -------------------------- | ---------- |
| 2016 | 21-30 de julio | Plaza de la ciudad de Sibu | 500,000    |
| 2017 | 20-29 de julio | Plaza de la ciudad de Sibu | 600,000    |
| 2018 | 19-28 de julio | Plaza de la ciudad de Sibu |            |
| 2019 | 18-27 de julio | Plaza de la ciudad de Sibu |            |